# MobLand
Ne doit pas être confondu avec Mob Land.
Pour les articles homonymes, voir MOB.
Production
Diffusion
MobLand est une série télévisée britannique créée et écrite par Ronan Bennett. Le projet, initialement intitulé The Donovans, devait au départ être lié à la série Ray Donovan de Showtime, avant de devenir une série indépendante. Guy Ritchie participe à la production de la série et réalise quelques épisodes. Le rôle principal est joué par Tom Hardy. Il incarne Harry Da Souza, un « fixeur » travaillant pour une famille mafieuse dirigée par Maeve et Conrad Harrigan, interprétés respectivement par Helen Mirren et Pierce Brosnan.
La série compte 10 épisodes d'environ 1h et elle est diffusée aux États-Unis à partir du 30 mars 2025 sur Paramount+. En France, la série est disponible à partir du 30 mai 2025 également sur Paramount +. 

## Synopsis
Harry Da Souza est un fixeur. Il est l'homme à tout faire des Harrigan, une grande famille criminelle opérant à Londres.

## Distribution
- Tom Hardy (VF : Jérémie Covillault) : Harry Da Souza, fixeur pour la famille Harrigan
- Helen Mirren (VF : Annie Le Youdec) : Maeve Harrigan, la matriarche
- Pierce Brosnan (VF : Emmanuel Jacomy) : Conrad Harrigan, le patriarche
- Paddy Considine (VF : Philippe Valmont) : Kevin Harrigan, le fils de Conrad
- Joanne Froggatt (VF : Olivia Luccioni) : Jan Da Souza, la femme de Harry
- Lara Pulver (VF : Marie Diot) : Bella Harrigan, la femme de Kevin
- Anson Boon (VF : Martin Faliu) : Eddie Harrigan, le fils rebelle de Kevin
- Mandeep Dhillon (VF : Julia Boutteville) : Seraphina, la fille de Conrad
- Jasmine Jobson : Zosia, associée de Harry
- Alex Fine : Donnie, adversaire de Harry
- Geoff Bell (VF : Julien Kramer) : Richie, chef du gang rival Stevenson
- Daniel Betts (VF : Vincent Violette) : Brendan, fils ainé de Conrad et Maeve
- Lisa Dwan (VF : Anne Massoteau) : O’Hara, l'avocate de la famille Harrigan
- Emily Barber (VF : Léovanie Raud) : Alice, une amie de Jan

## Production

### Genèse et développement
En février 2024, il est annoncé qu'une série dérivée (spin-off) de Ray Donovan de Showtime, alors intitulée The Donovans, est en développement,. Il est alors précisé que l'idée est de raconter les origines de la famille Donovan. Cette nouvelle série est créée par l'écrivain britannique Ronan Bennett, qui officie également comme scénariste et producteur délégué. Guy Ritchie est quant à lui annoncé comme réalisateur de quelques épisodes. Il participe également comme producteur délégué aux côtés de David C. Glasser (en), Ron Burkle, Bob Yari (en), David Hutkin, Ivan Atkinson, Keith Cox, Nina L. Diaz (en), Jez Butterworth, Kris Thykier et Tom Hardy. Au fur et à mesure du développement de la série, celle-ci évolue pour devenir, comme annoncé en octobre 2024, une série autonome et indépendante de Ray Donovan. Un temps intitulée The Associate puis Fixer, il est révélé en février 2025 que la série est titrée MobLand. De plus, il est précisé que la série passe de Showtime à Paramount+,,. La série est par ailleurs produite par MTV Entertainment Studios et 101 Studios.
En juin 2025, la série est renouvelée pour une deuxième saison.

### Attribution des rôles
Dès l'annonce du projet, Tom Hardy, Helen Mirren et Pierce Brosnan sont évoqués dans les rôles principaux. Le premier est annoncé dans le rôle principal, Harry Da Souza, officiant comme fixeur pour la famille Harrigan. Pierce Brosnan incarne le père de ladite famille, Conrad, alors que Helen Mirren incarne la matriarche, Maeve.
En décembre 2024, Paddy Considine, Joanne Froggatt, Lara Pulver, Anson Boon, Mandeep Dhillon, Jasmine Jobson ou encore Alex Fine rejoignent également la distribution,,.
En février 2025, Geoff Bell, Daniel Betts, Lisa Dwan et Emily Barber sont confirmés.

### Tournage
Le tournage débute en novembre 2024 à Londres. Les prises de vues ont également lieu sur l'Île aux Chiens à East London, où l'équipe se fait notamment dérober un sac de matériel. Les voleurs sont ensuite revenus et ont réussi à voler davantage de matériel, ce qui a conduit au licenciement et au remplacement de l'équipe de sécurité du plateau. La production est par ailleurs marquée par la faillite de Helix 3D, une entreprise chargée des décors 3D, laissant plusieurs membres de l'équipe avec des salaires impayés avant la période des fêtes. L'acteur-producteur Tom Hardy a proposé de payer l'équipe, mais les sociétés de production ont finalement pris en charge les salaires.

## Diffusion
MobLand est diffusée sur Paramount+ à partir du 30 mai 2025.

### Épisodes
1. Stick or Twist
2. Jigsaw Puzzle
3. Plan B
4. Rat Trap
5. Funeral for a Friend
6. Antwerp Blues
7. The Crossroads
8. Helter Skelter
9. Beggars Banque
10. The Beast in Me

## Accueil
Sur le site web d'agrégation de critiques Rotten Tomatoes, MobLand bénéficie d'un taux d'approbation de 75 % basé sur 44 critiques. Le consensus des critiques du site web se lit comme suit : « Le charisme bourru de Tom Hardy est mis à profit dans MobLand, une saga de gangsters qui ne réinvente guère le genre, mais qui en respecte les conventions avec un style croquant et des performances mémorables. » Metacritic, qui utilise une moyenne pondérée, a attribué une note de 59 sur 100, basée sur 16 critiques, indiquant des critiques « mitigées ou moyennes ».